# 夏威夷瓦鰈
夏威夷瓦鰈為輻鰭魚綱鰈形目鰈亞目瓦鰈科的其中一種，分布於中太平洋東部夏威夷群島海域，棲息深度80-400公尺，體長可達11.2公分，棲息在底層水域，生活習性不明。